# Аеродром Приштина
Аеродром Приштина (: , : ) међународни је аеродром у Приштини. Налази се на 15 km југозападно од самог града. Има летове до бројних европских дестинација.
Једина је улазна лука за ваздушне путнике на Косово и Метохију. Према властима Републике Косово, носи назив у част Адема Јашарија, оснивача терористичке Ослободилачке војске Косова. Служи као оперативна база за Eurowings из Немачке и, раније, Adria Airways из Словеније.

## Историја
Између 12. и 26. јуна 1999. дошло је до кратког али напетог сукоба између НАТО-а и руских припадника КФОР-а у којем су руске трупе заузеле аеродром. Контингент од 200 руских војника распоређених у Босни и Херцеговини прешао је на Косово и Метохију и заузео аеродром у Приштини.
Стајалиште и путнички терминал су реновирани и проширени 2002, а затим поново 2009. У јуну 2006. аеродром је добио награду за најбољи аеродром 2006. од стране Међународног савета аеродрома. Победнички аеродроми су изабрани за достигнућа у низу дисциплина, укључујући развој аеродрома, операције, објекте, безбедност и сигурност, као и корисничку подршку.
Аеродром је 12. новембра 2008. по први пут у својој историји примио милион путника (не рачунајући војску). Тим поводом је уприличена посебна свечаност на којој је милионити путник добио бесплатну повратну карту до одредишта по свом избору које аеродром опслужује.
Крајем 2010. године аеродром је преименован у Међународни аеродром Адем Јашари Приштина, по оснивачу Ослободилачке војске Косова, која се током 1990-их борила за отцепљење Косова и Метохије од Савезне Републике Југославије.
Због текућег спора између Србије и власти у Приштини, на летове ка и са аеродрома утиче одбијање српске контроле ваздушног саобраћаја, односно SMATSA, да дозволи прелете преко ваздушног простора Србије. Ово доводи до тога да путање лета избегавају српску територију, а летови за Приштину морају да уђу преко ваздушног простора Албаније или Северне Македоније. Овај спор може да доведе до 30 минута дужег трајања лета и дискусије. Будући да је једини оперативни аеродром у непосредном региону, свака скретања иду преко суседних држава, с обзиром да је Аеродром Ђаковица и даље затворен објекат.

## Редовне линије
Следеће редовне путничке авио-компаније користе аеродром Приштина (од јануара 2010):
| Авио-компанија                                 | Одредишта                                      |
| ---------------------------------------------- | ---------------------------------------------- |
| Адрија ервејз                                  | Љубљана                                        |
| Бел ер                                         | Лијеж, Рим-Леонардо да Винчи, Тирана, Штутгарт |
| Бритиш ервејз                                  | Лондон-Гетвик                                  |
| Еделвеис ер                                    | Женева, Цирих                                  |
| Ер Берлин                                      | Диселдорф, Минхен, Франкфурт, Хановер          |
| Ер Берлин летове обавља Белер ерлајнс          | Женева, Цирих                                  |
| Кроација ерлајнс                               | Загреб                                         |
| Меридијана                                     | Верона, Рим                                    |
| Монтенегро ерлајнс                             | Подгорица, Тиват [сезонски]                    |
| Остријан ерлајнс                               | Беч                                            |
| Остријан ерлајнс летове обавља Тајролин ервејз | Беч [сезонски]                                 |
| Свис интернашонал ер лајнс                     | Цирих                                          |
| Скандинејвијан ерлајнс систем                  | Копенхаген                                     |
| Тафа ер                                        | Фридрихсхафен                                  |
| Теркиш ерлајнс                                 | Истанбул-Ататурк                               |
| Хамбург интернашонал                           | Минхен                                         |
| Џерманија                                      | Диселдорф, Штутгарт                            |
| Џерменвингс                                    | Берлин-Шенефелд, Келн/Бон, Хамбург, Штутгарт   |

## Статистика
| Година | Путници   | Промена | Авио операција | Промена |
| ------ | --------- | ------- | -------------- | ------- |
| 2004.  | 910.797   | 9,1%    | 4.716          | 13,3%   |
| 2005.  | 930.346   | 2,1%    | 4.983          | 5,7%    |
| 2006.  | 882.731   | 5,1%    | 4.077          | 18,2%   |
| 2007.  | 990.259   | 12,2%   | 4.316          | 5,9%    |
| 2008.  | 1.130.639 | 14,2%   | 4.928          | 14,2%   |
| 2009.  | 1.191.978 | 5,4%    | 5.709          | 15,9%   |
| 2010.  | 1.305.532 | 9,5%    | 6.143          | 7,6%    |
| 2011.  | 1.422.302 | 8,9%    | 6.738          | 9,7%    |
| 2012.  | 1.527.134 | 7,4%    | 6.947          | 3,1%    |
| 2013.  | 1.628.678 | 6,6%    | 7.305          | 5,2%    |
| 2014.  | 1.404.775 | 13,7%   | 5.994          | 17,9%   |
| 2015.  | 1.549.198 | 10,3%   | 6.773          | 13,0%   |
| 2016.  | 1.744.202 | 12,6%   | 7.254          | 7,1%    |
| 2017.  | 1.885.136 | 8,0%    | 7.508          | 3,5%    |
| 2018.  | 2.161.874 | 14,7%   | 8.388          | 11,7    |
| 2019.  | 2.373.698 | 9,6%    | 18.226         | 8,6%    |
| 2020.  | 1.102.091 | 53,4%   | 8.472          | 53,5%   |
| 2021.  | 2.180.809 | 97%     | 17.842         | 110,6%  |
| 2022.  | 2.994.560 | 37,3%   | 21.842         | 21,3%   |
| 2023.  | 3.424.883 | 14,3%   | 23.082         | 5,8%    |
| 2024   | 4.082.481 | 19,2%   | 13.518         | 16,1%   |